# Achterland (sediment)
Met achterland wordt in de geologie het gebied bedoeld waar de grootste sedimentaanvoer doorgaans vandaan komt.
Een gebergte is het achterland voor rivieren en tektonische bewegingen van het achterland kunnen de sedimentologie in meer distale bekkens beïnvloeden. Soms wordt ook de Duitse term hinterland gebruikt.